# 権天使

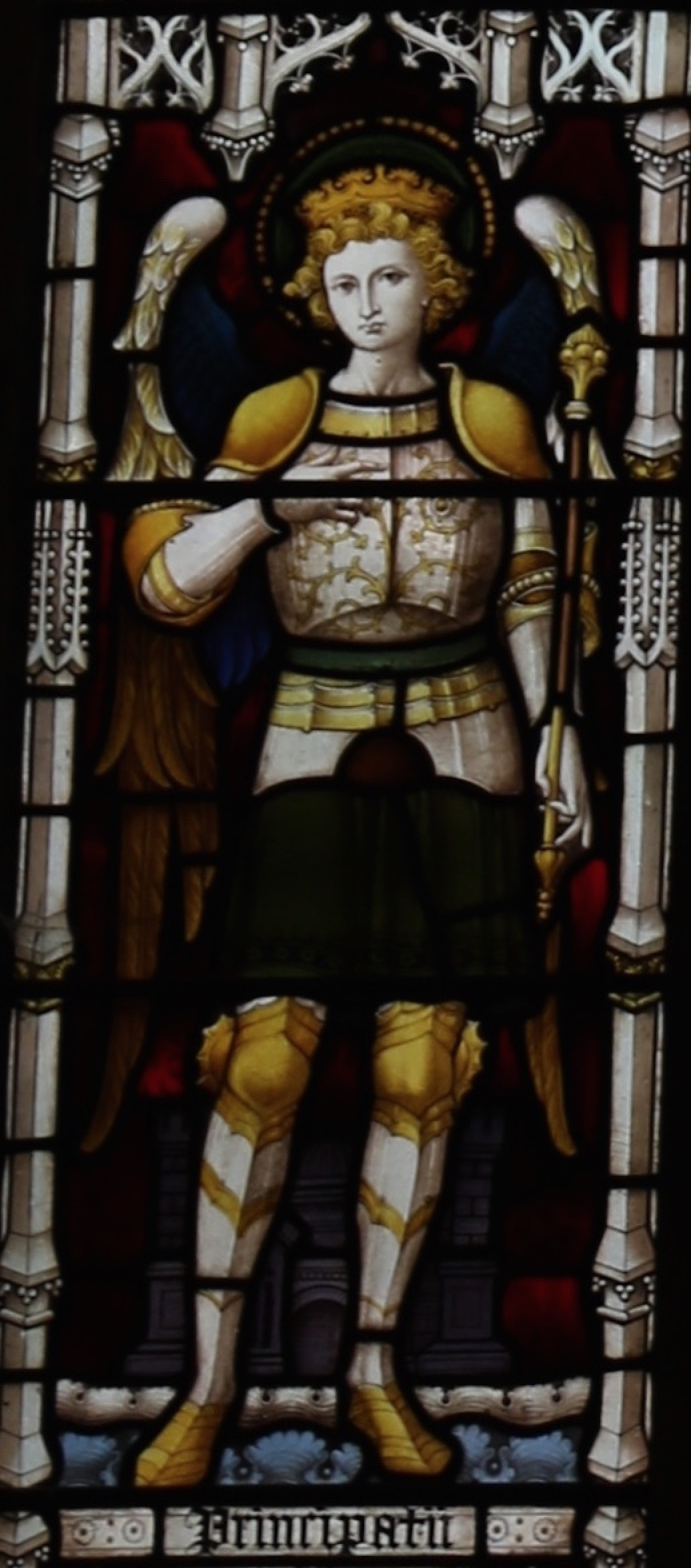
権天使、ステンドグラス、聖ミカエル及諸天使教会、ソマートン、サマセット、イングランド。

権天使（けんてんし、ごんてんし、希: Αρχη、Αρχαι; Arkhē、Arkhai、アルカイ、単数形でアルケー）とは、天使九階級における七番目の階級。英語ではPrincipality（プリンシパリティ）、通常は複数形でPrincipalities（プリンシパリティーズ）。ヨハネによる福音書の冒頭に出てくる「はじめに言があった」の「はじめ」にあたる言葉である。

## キリスト教

### カトリック
天使の階級の第7位階。国家及びその指導者層の守護。国家の興亡。悪霊からの守護を司る。

### プロテスタント
エフェソ 1:21, コロサイ 1:16, 2:10 の誤読に基づく創作とし、存在を退ける。